# Aeródromo de Miquelón
El Aeródromo de Miquelón (en francés: Aérodrome de Miquelon o bien Aeropuerto de Miquelón)  (IATA: MQC, ICAO: LFVM) es un aeropuerto regional que sirve a la localidad de Miquelón en la comuna (municipio) de Miquelón-Langlade, en la colectividad de ultramar (collectivité d'outre-mer) de Saint Pierre y Miquelon (San Pedro y Miquelón), frente a la costa oriental de Canadá cerca de Terranova. El edificio principal contiene instalaciones de chequeo, la torre de control y la estación de bomberos.
No hay vuelos directos desde Francia. Los vuelos para hacer esa conexión  (con Air Canada, Air France, Air Transat, Corsair International) a Paris son hechos via Montreal en el Aeropuerto Internacional de Montréal–Pierre Elliott Trudeau.